# 小行星7362
小行星7362（英語：7362 Rogerbyrd）是一颗围绕太阳公转的小行星。1996年3月15日，近地小行星追踪在茂宜岛发现了此天体。
这颗小行星的绝对星等为101.6390793535965等。